# Tryne-Fjord
Der Tryne-Fjord (norwegisch Trynefjorden, wörtlich übersetzt: Schnauzenförde) ist ein unregelmäßig geformter Fjord an der Ingrid-Christensen-Küste des ostantarktischen Prinzessin-Elisabeth-Lands. Er liegt an der Nordflanke der Langnes-Halbinsel in den Vestfoldbergen.
Norwegische Kartografen, die ihn auch benannten, kartierten ihn anhand von Luftaufnahmen, die bei der Lars-Christensen-Expedition 1936/37 entstanden.